# ルドルフ・フォン・アルト
ルドルフ・フォン・アルト（Rudolf von Alt、1812年8月28日 - 1905年3月12日）は、オーストリアの画家である。水彩による風景画を得意とした。

## 略歴
ウィーン郊外のアルザーフォルシュタット（後にウィーンの一部となった）に生まれた。父ヤーコプ・アルト（1789年 - 1872年）はフランクフルト生まれの画家、版画家で、弟フランツ・アルト（1821年 - 1914年）も画家になった。父親の工房で教育を受け、子供のころから父親の版画の手彩色を手伝った。
1825年から1832年の間ウィーン美術アカデミーで学び、1862年から風景画家ヨーゼフ・メスマーに学んだ。1830年には美術学校の展覧会で1位になった。父親とも一緒に周辺の国を訪れて風景画を共作し、父子で皇太子時代のフェルディナント1世に『覗き絵』(Guckkasten) を製作して献上した。
1835年にイタリアへ旅した。1848年にウィーンの政情が不安定になった時期にはウィーンを離れた。
ヨーロッパ各地の風景を描き、人気のある画家になった。1863年にクリミア、1864年にドイツ、1867年にイタリアを旅した。1867年にベルリン・アカデミーのメンバーとなり、1879年にはウィーン・アカデミーの教授となった。 1897年にウィーン分離派の創設メンバーの1人となり、名誉会長に任じられた。 1897年に貴族に叙せられ、リッター（騎士）・フォン・アルト (Ritter von Alt) と呼ばれることになった。

## 作品

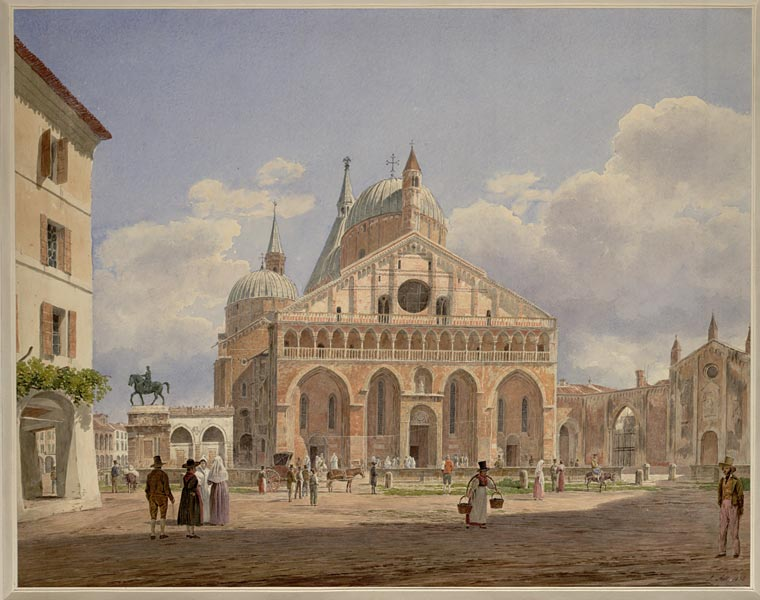
サンタントーニオ・ダ・パードヴァ聖堂（1838年）
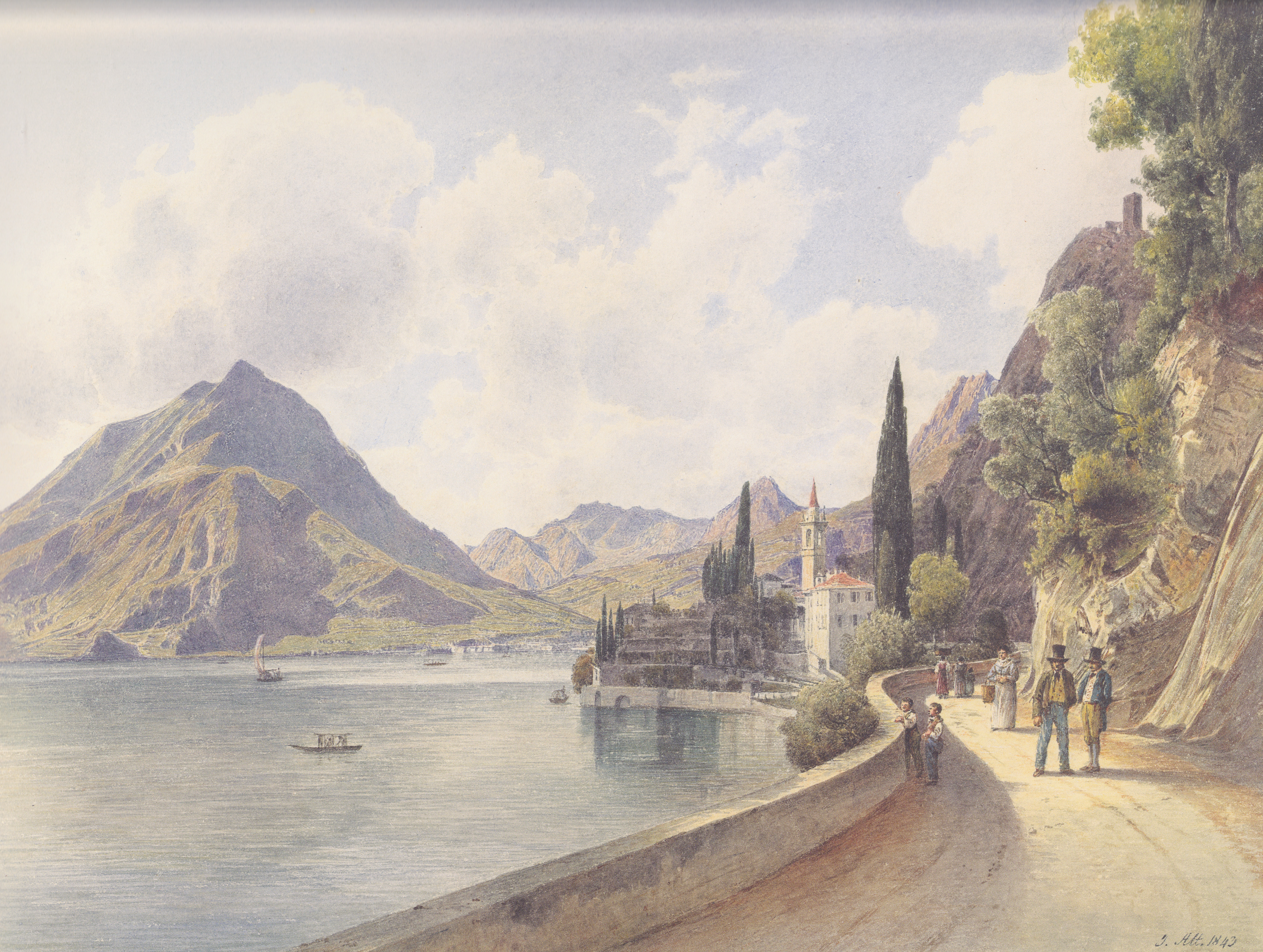
ヴァレンナ（1843年）
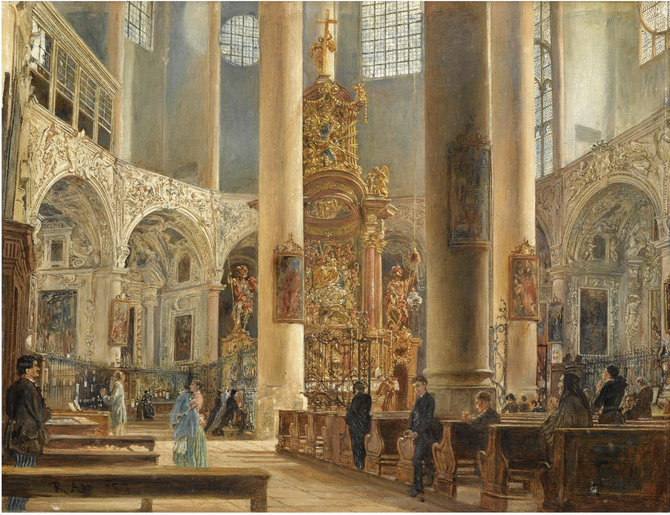
ザルツブルクの聖フランシスコ教会の内部
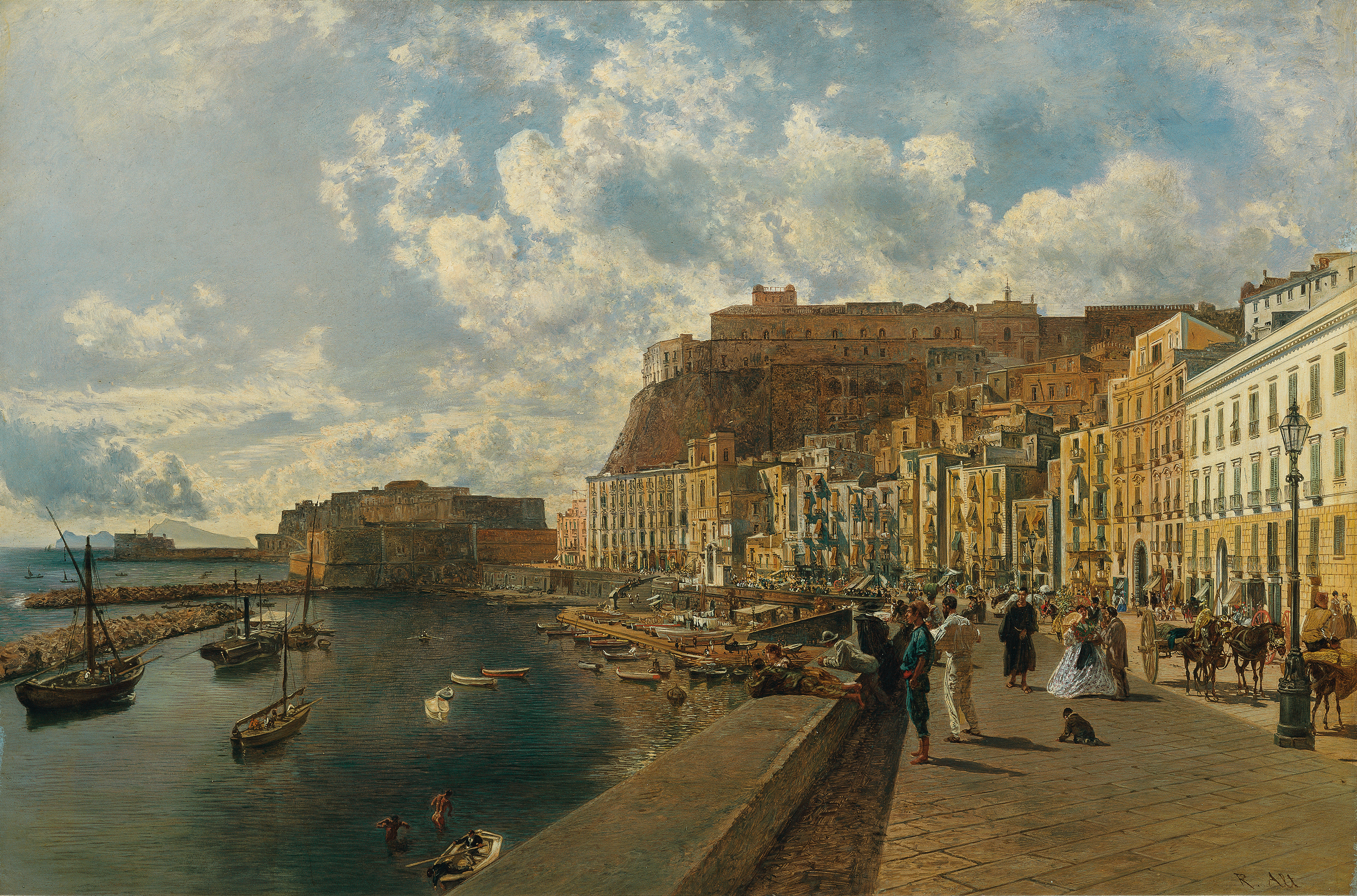
ナポリの風景
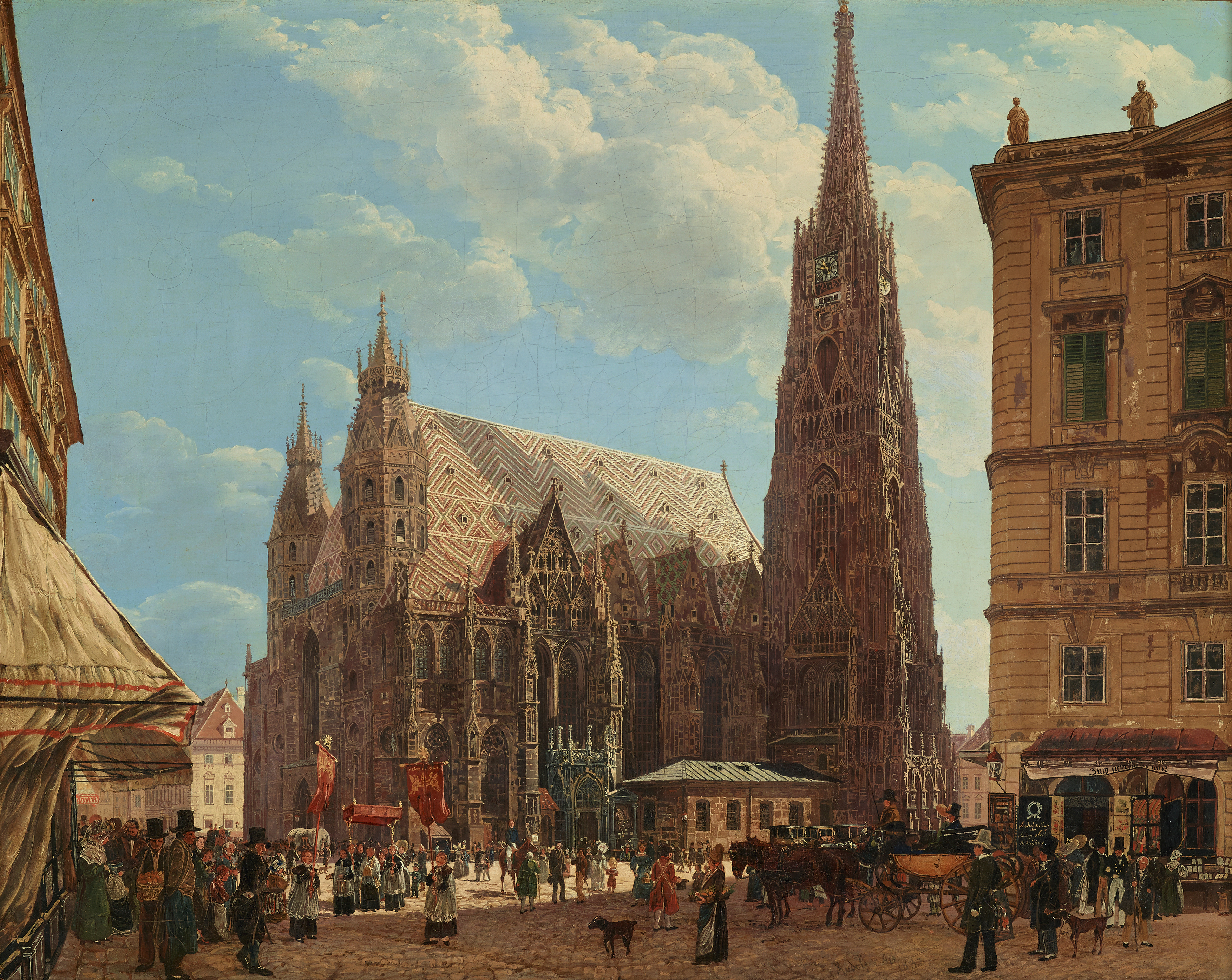
シュテファン大聖堂（1832年）
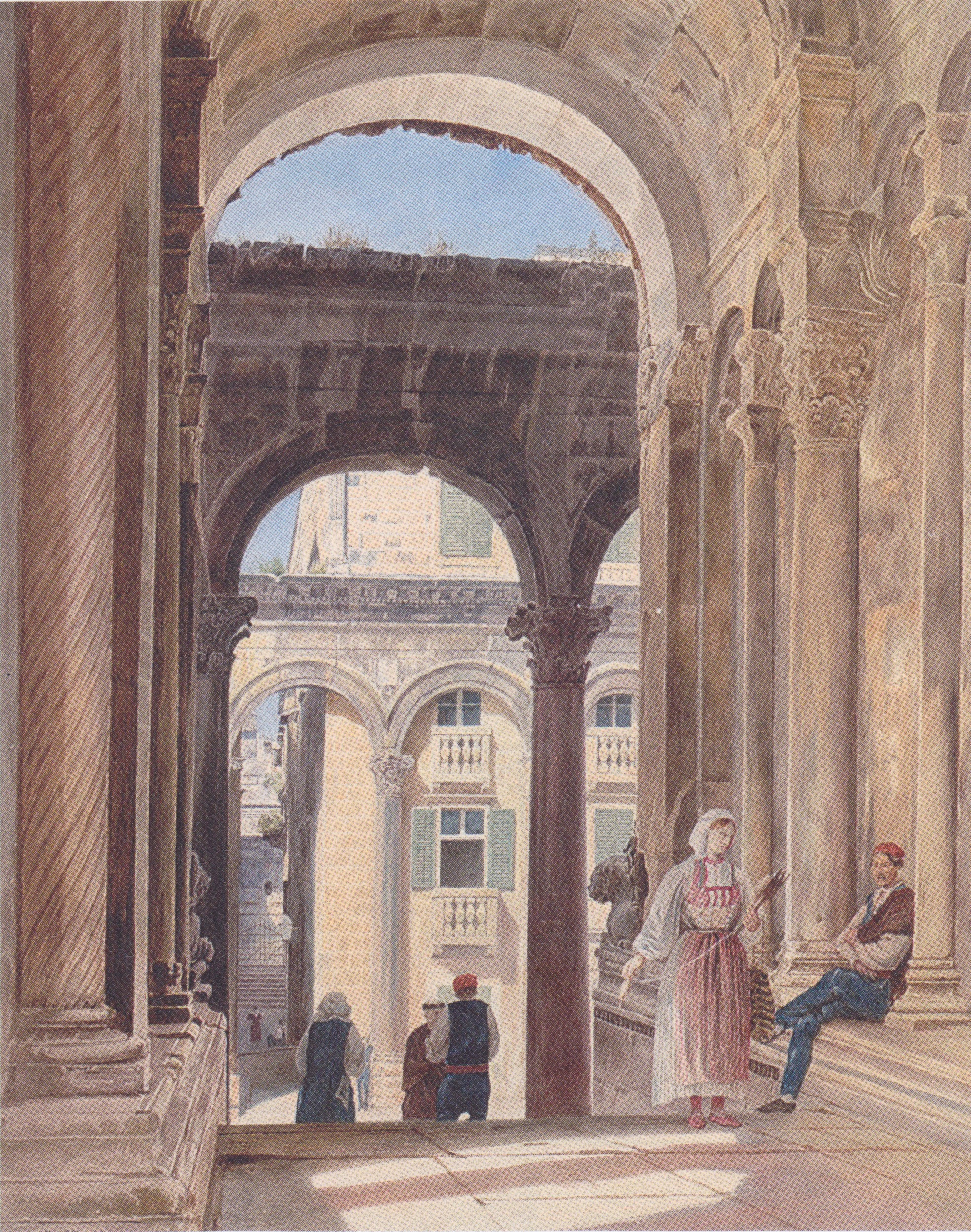
スプリトの遺跡
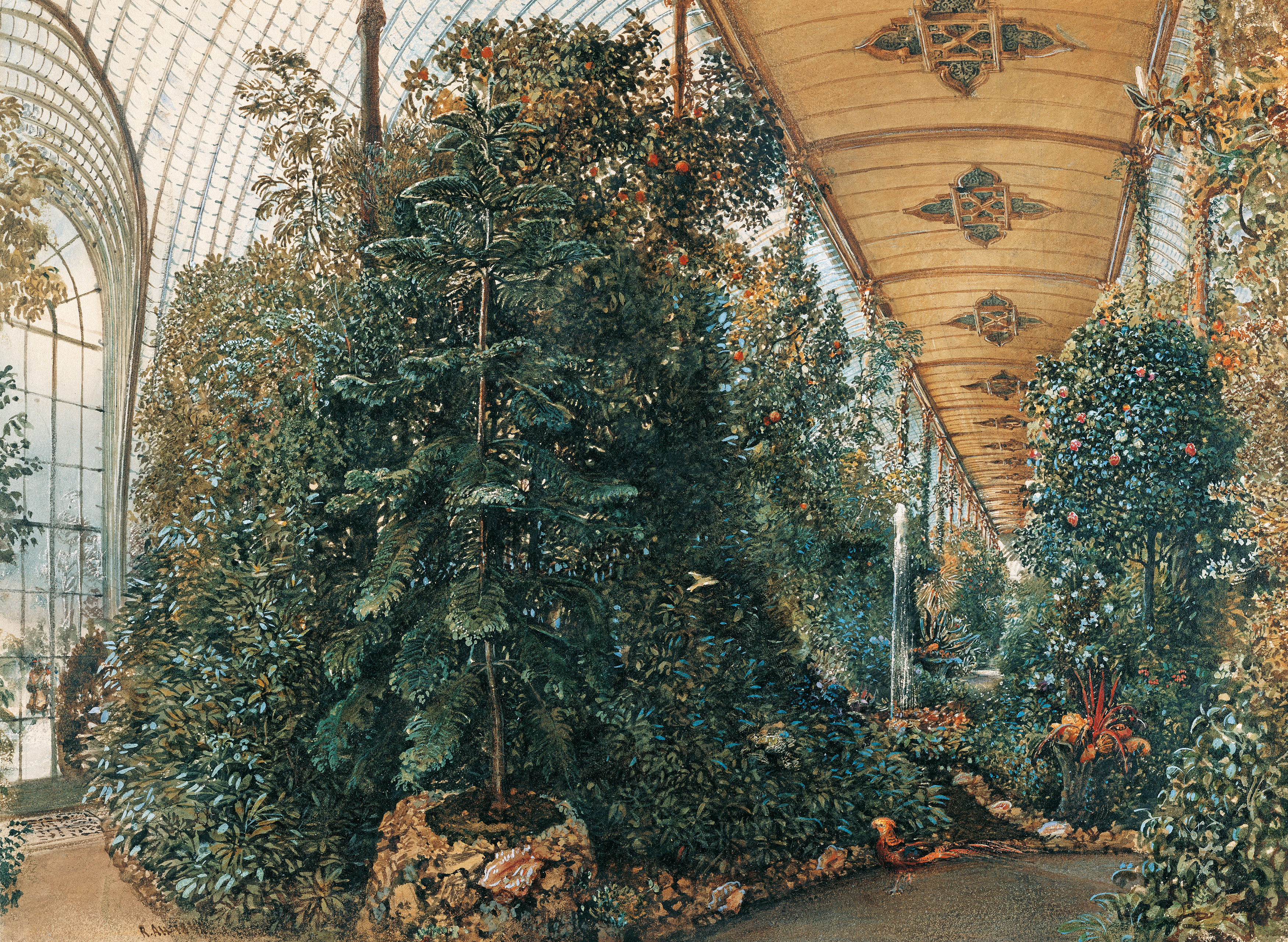
レドニツェ城のパーム・ハウス
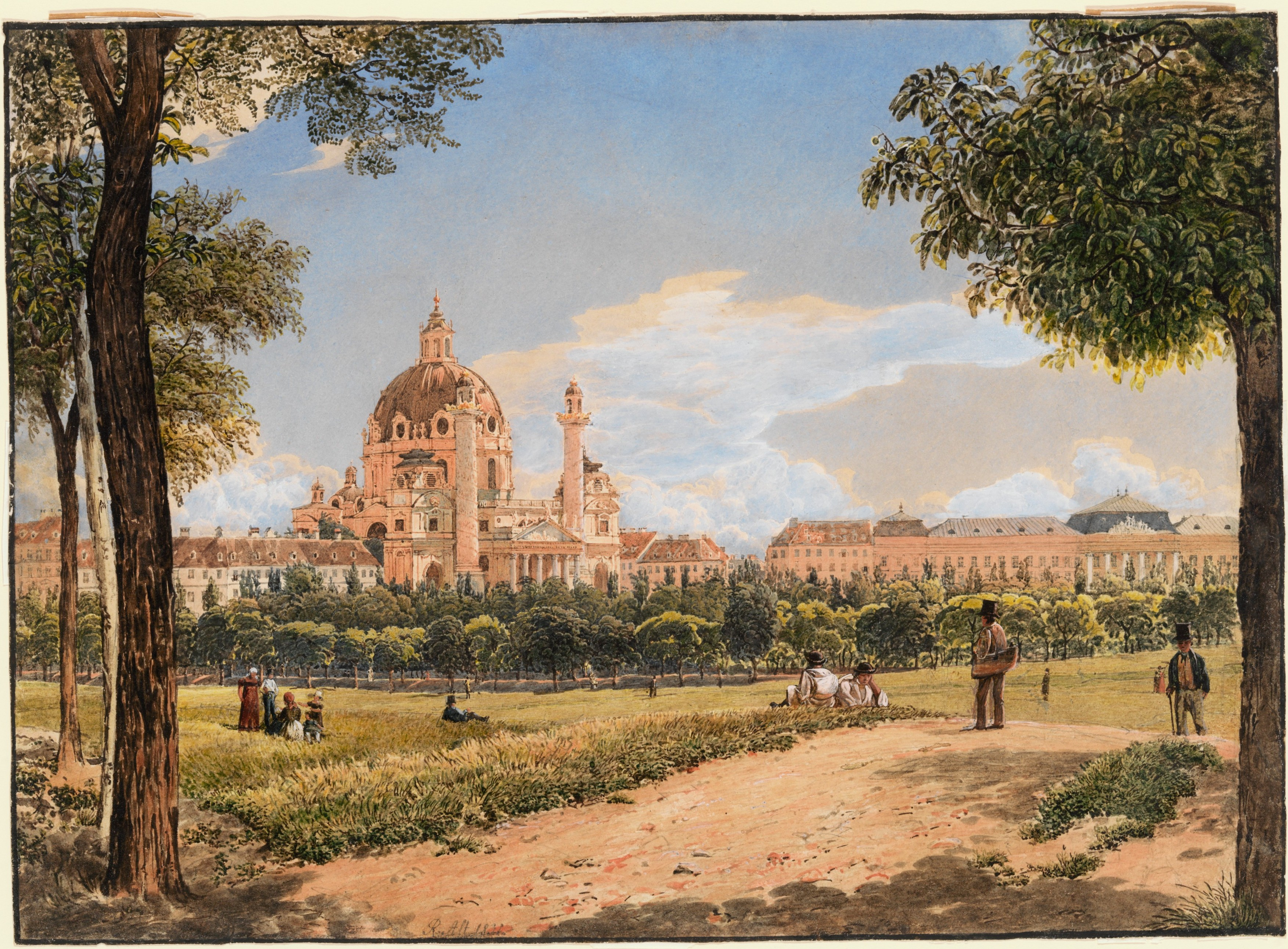
ウィーンの風景（1831年）